# Diverticulosis
La diverticulosis o enfermedad diverticular es una afección clínica del tracto gastrointestinal en la que se desarrollan múltiples protuberancias en forma de saco (divertículos) a lo largo del mismo, debido a un aumento de la presión intraluminal.

## Características
El tamaño de la mayoría de los divertículos oscila entre 0,25 cm y más de 2,5 cm de diámetro.

En la mayoría de los casos estas pequeñas «bolsas» se forman en el intestino grueso (colon). 
Los divertículos son ubicados especialmente en la porción final del colon, el sigmoides.
El aumento de la presión intraluminal produce la pulsión de la mucosa a través de las capas musculares de la pared del colon en sus puntos débiles, que corresponden a los puntos donde penetran los paquetes vasculonerviosos. La diverticulosis puede provocar diverticulitis por la inflamación o infección de estos divertículos.

## Localización
Los casos de diverticulosis se presentan:
- en el colon sigmoide, en más del 90 por ciento de los casos;
- en el colon descendente, en casi el 50 por ciento de los casos;
- en el colon transverso, en el 25 por ciento de los casos;
- en el colon ascendente, en un 10 por ciento de los casos.

## Clasificación
Según el cuadro clínico que presente el paciente, la diverticulosis se clasifica en:
- enfermedad diverticular asintomática;
- enfermedad diverticular sintomática:

simple
complicada

## Causas

### Dieta
Los Institutos Nacionales de Salud de los Estados Unidos señalan que, aunque la teoría de que el bajo contenido de fibra en la dieta es la causa principal de la diverticulosis, esto aún no se ha demostrado.

### Genética
La predisposición a la diverticulosis en individuos específicos probablemente se explica por un componente genético, una teoría que está respaldada por estudios que examinan las tasas de diverticulosis entre gemelos. Se estima que la heredabilidad de la diverticulosis es de aproximadamente 40 por ciento.[cita requerida]

### Motilidad intestinal
Otra teoría sugiere que la degeneración de las neuronas gliales en el plexo mientérico y en las células intersticiales de Cajal conducen a un movimiento intestinal más lento y, en consecuencia, el contenido fecal ejerce una mayor presión sobre la pared del colon, lo que da como resultado la formación de divertículos.[cita requerida]

## Factores de riesgo
- edad avanzada
- estreñimiento
- una dieta baja en fibra dietética (aunque esta afirmación es controvertida)[3]
- trastornos del tejido conectivo (como el síndrome de Marfan y el síndrome de Ehlers Danlos) que pueden causar debilidad en la pared del colon
- predisposición genética o hereditaria
- pérdida de peso extrema
- gran consumo de carne